# Медведев, Владимир Николаевич (писатель)
Владимир Николаевич Медведев (род. 1 января 1944, Забайкалье, РСФСР) — прозаик, писатель, журналист, редактор. Лауреат литературной премии «Студенческий Букер» (2017), финалист премии «Русский Букер» (2017), финалист литературной премии «Ясная Поляна» (2017), финалист литературной премии «НОС» (2017).

## Биография
Родился 1 января 1944 году в Забайкалье, РСФСР на озере Кинон. Вместе с семьёй в раннем детстве переехал на постоянное место жительство в Таджикистан, где и прожил большую часть жизни. За время своей трудовой деятельности трудился и монтером, и учителем в кишлачной школе, и рабочим в геологическом отряде. В дальнейшем работал корреспондентом в газете, был фоторепортером, некоторое время трудился спортивным тренером и в конструкторском бюро патентоведом. В зрелом возрасте работал редактором в литературных журналах «Дружба народов» и «Памир».
В последние годы активно занимался литературным творчеством. Является автором книги рассказы «Охота с кукуем». В 2017 году издательством «АрсисБукс» был напечатан его роман «Заххок», который сразу стал популярным у читателей и вызвыл массу интереса к себе со стороны литературоведов и критиков. Эта книга стала лауреатом литературной премии «Студенческий Букер», а также попала в финальные списки трёх престижных литературных премий России: «НОС», «Русский Букер», «Ясная Поляна». События романа развиваются в Таджикистане во время гражданской войны в начале 1990-х годов. Русская семья осталась в горах Памира и оказалась в руках новых хозяев страны.
Проживает в Москве.

## Отзывы
Обозреватель Елена Макеенко так охарактеризовала нашумевший роман Владимира Медведева:
«Заххок» — редкий нынче роман (такие, пожалуй, регулярно пишет только Алексей Иванов), в котором есть всё и в правильных пропорциях: насыщенный событиями сюжет, богатая фактура, персонажи, говорящие разными голосами, хороший язык, аккуратное смешение событий недавней истории с вымыслом и даже смысловая подложка из иранского эпоса — ему книга обязана своим загадочным названием. Действие происходит в девяностые годы в горах Памира. После распада Советского Союза бывшие республики засасывает в воронку междоусобиц, и Таджикистан лихорадит гражданская война. Русская женщина с двумя детьми-подростками бежит из города в кишлак к родственникам погибшего мужа, но и там неспокойно. Во-первых, родственники не рады лишним ртам — жить в горах и без них тяжело. Во-вторых, в кишлак приезжают боевики, у которых свои интересы и свои порядки. Традиционный уклад горцев, недавние советские привычки и военные законы смутного времени сплетаются в сеть, где любое неловкое движение может привести к смерти….

## Награды и премии
- 2017 — Лауреат литературной премии «Студенческий Букер»,
- 2017 — финалист премии «Русский Букер»,
- 2017 — финалист литературной премии «Ясная Поляна»,
- 2017 — финалист литературной премии «НОС».